# Sebel

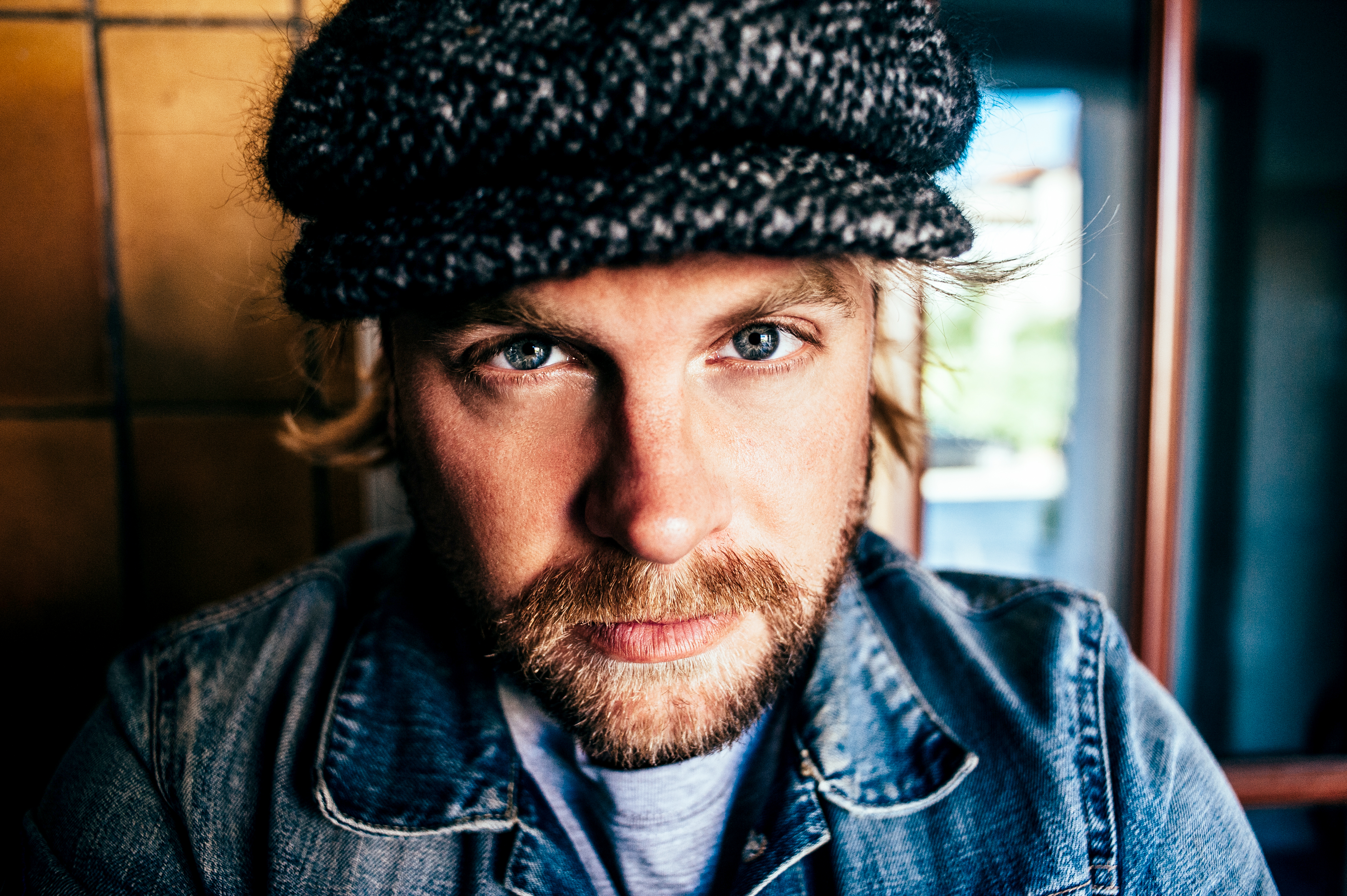
Sebel

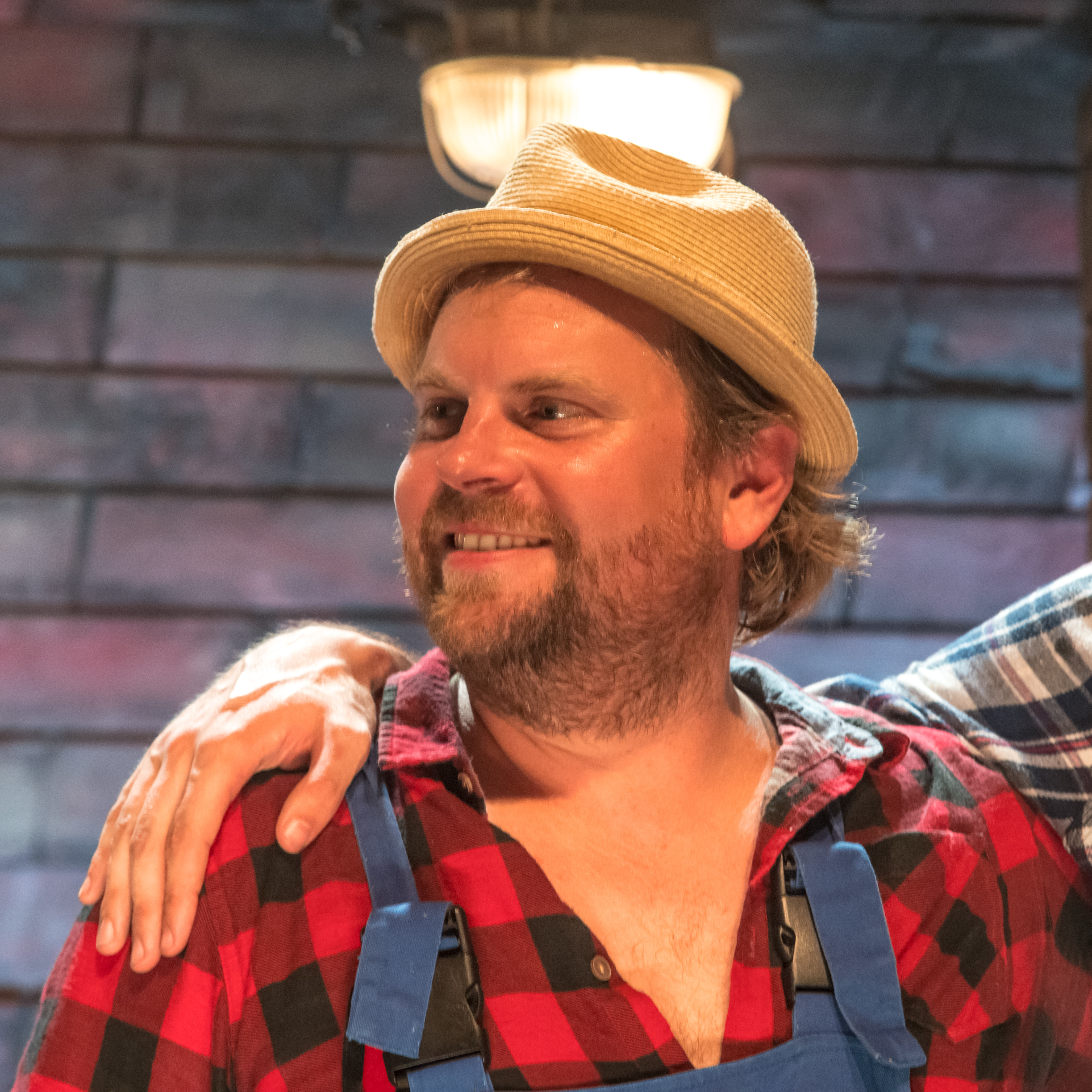
Sebel auf dem ZMF 2018 in Freiburg

Sebel (* 1980 in Bochum, Deutschland, eigentlich Sebastian Niehoff) ist ein deutscher Singer-Songwriter, Rockmusiker, Produzent und Fotograf. Sein bekanntestes Werk ist der Song Heimat (2011) mit dem dazugehörigen Video mit Willi Thomczyk, welches zum Teil dokumentarische Bilder der Cranger Kirmes in Herne im Ortsteil Wanne-Eickel enthält. Darüber hinaus ist Sebel bekannt durch seine Tätigkeit als Musiker an der Seite von Stefan Stoppok. 2017 begleitete er den deutschen Rapper Alligatoah auf der Tour „Alligatoah & Sebel machen Akkordarbeit“ alleine auf der Hammond-Orgel.

## Werdegang
Erste musikalische Schritte unternahm er ab 1994 als Schlagzeuger der Recklinghäuser Band Kiosk, die sich zuvor Sheer Heart Attack nannte. Die Band probte im Keller des Elternhauses in Wanne-Eickel und produzierte dort erste Demoaufnahmen von deutschsprachigen Songs.  In dieser Zeit brachte er sich auch das Gitarre spielen bei, um weiter an eigenen Songs zu schreiben und diese selbst zu produzieren. 2001 ließ er in Eigenregie ein Album pressen, das er Kein Superstar nannte. Hier tauchte zum ersten Mal der Name Sebel van der Nijhoff auf, ein Spitzname, den ihm seine beiden Bandkollegen Marcel Sander und Fabian Chmielewski 1994 gaben. Die CD verschenkte er ausschließlich an Freunde. Währenddessen feierte er mit seiner Band einige lokale Erfolge, unter anderem durften sie als Support für Sasha auftreten. Die Band kam 2003 mit dem deutschen Sänger Stefan Stoppok in Kontakt. Dieser verhalf der Band 2005 zu einer Veröffentlichung des Doppelalbums 2 gemischte Tüten auf seinem eigenen Label La-La-Land. Stoppok produzierte außerdem das Album zusammen mit der Band. Die erste CD beinhaltete ein Livealbum, aufgenommen in der Zeche Bochum, CD2 ist eine eher ruhigere Veröffentlichung mit vielen Balladen. Es blieb auch die letzte Veröffentlichung von Kiosk, die sich 2007 auflöste. 
Sebel spielte als Schlagzeuger in diversen Bands und Formationen weiter, unter anderen  bei der Beatles-Tributeband The Barons und bei der Rockabilly-Band The Ballroom Rockets. Um sich beruflich über Wasser zu halten, arbeitete Sebel als Werbefotograf. Der Kontakt zu Stoppok wurde zu dieser Zeit intensiver und somit nahm ihn der deutsche Sänger ab 2007 als Lichtmann und Roadie mit auf Tournee. Ab 2009 holte Stoppok Sebel in seine Band. Zunächst an der Hammondorgel und Gitarre, später auch an den Drums. Auf den Alben Auf Zeche (2009) und Popschutz (2014) ist Sebel als Musiker vertreten.
2009 lernte Sebel bei einer Albumproduktion der Band The Heartbreak Motel den Produzenten Claus Grabke kennen. Sebel spielte auf einigen Songs der Band Hammondorgel. Die beiden produzierten zwischen 2009 und 2010 Sebels Album Wie deutsch kann man sein. Als Multiinstrumentalist spielte Sebel sämtliche Instrumente auf dem Album selber ein. Einige Songs sind überarbeitete Songs aus seinem früheren Demoalbum Kein Superstar. Das Album erschien am 24. August 2012 bei BMG Rights Management. Aus dem Album wurde die Single Heimat ausgekoppelt.
Zwischen 2012 und 2014 tourte Sebel mit seiner eigenen Band durch Deutschland. Die Band spielte auf Festivals wie dem Open-Flair Festival, Taubertal-Festival und spielte Tourneen im Vorprogramm von Luxuslärm, Alex Clare, Sportfreunde Stiller und Thomas Godoj.
Ab 2013 arbeitete Sebel an seinem zweiten offiziellen Album (Album vom alleine sein). Die Songs Lied vom alleine sein und Nicht tot wurden vorab als Singles veröffentlicht. Es ist ein Konzeptalbum, das sich fast ausschließlich um sehr persönliche und tiefer gehende Erfahrungen und Gedanken aus seinem Leben dreht.
Im März 2020 veröffentlichte Sebel auf Facebook und später auf Youtube ein Musikvideo zu seinem Song Zusammenstehen, in welchem er zum Zusammenhalt während der Corona-Krise aufruft. Bald darauf veröffentlichte er gemeinsam mit weiteren Musikern italienisch-, englisch-, französisch- und spanischsprachige Versionen des Titels.

## Diskografie

### Soloveröffentlichungen
Alben
- 2001: Kein Superstar (als Sebel van der Nijhoff, Eigenproduktion)
- 2011: Wie deutsch kann man sein (BMG Rights Management)
- 2016: Album vom alleine sein (Believe SAS)
- 2019: Windstärke 10 (Sebel Records)
- 2021: 2020 – Im Schlafanzug besiegt (Sebel Records)
- 2023: Der Boxer (Sebel Records)

Singles und EPs
- 2010: Scheiß auf die Disko (EP)
- 2011: Heimat
- 2014: Lied vom alleine sein
- 2016: Nicht tot
- 2018: Wetter
- 2019: So fängt Liebe an

### Mit Kiosk
- 2005: 2 gemischte Tüten (Doppel-CD, La-la-Land)

### Mit Stoppok
- 2009: Auf Zeche (DVD)
- 2014: Popschutz
- 2016: Operation 17
- 2020: Jubel
- 2024: Teufelsküche

### Als Produzent
- 2019: Alligatoah Nicht Wecken (Vorgestern)
- 2021: Marian Kuprat Die letzte Bar der Stadt